# Wróblew
Wróblew è un comune rurale polacco del distretto di Sieradz, nel voivodato di Łódź.
Ricopre una superficie di 113,23 km² e nel 2006 contava 6 259 abitanti.